# Reese's Peanut Butter Cups
Reese's Peanut Butter Cups, anche abbreviato Reese's, è un marchio di proprietà dell'azienda dolciaria statunitense Hershey Company specializzato nella vendita di dolci al cioccolato ripieni al burro di arachidi.

## Storia

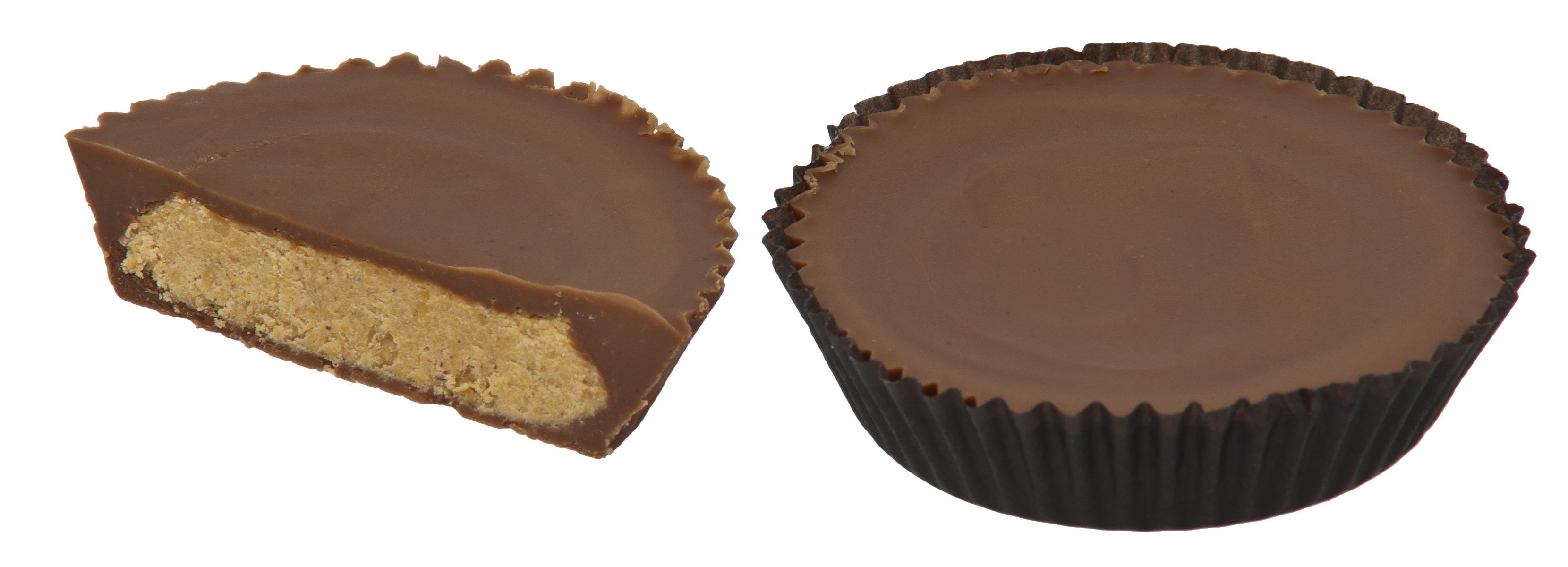
Due Reese's Peanut Butter Cup, uno integro e l'altro diviso a metà

Dopo aver lavorato come produttore lattiero-caseario e caporeparto per l'azienda di Milton S. Hershey, H. B. Reese decise di avviare una propria attività e fondò, nel 1923, la H.B. Reese Candy Company nel seminterrato di casa sua a Hershey, in Pennsylvania. Sin dall'inizio, Reese utilizzava il cioccolato della Hershey Company per produrre i suoi dolci. Grazie al grande successo delle sue Reese's Peanut Butter Cup, ideate verso la fine del 1928, Reese decise di interrompere la produzione di tutti gli altri dolci di sua proprietà. H. B. Reese morì il 16 maggio 1956, a West Palm Beach, in Florida, e lasciò in eredità la Reese Candy Company ai suoi sei figli, Robert, John, Ed, Ralph, Harry e Charles Richard. Il 2 luglio 1963, i fratelli Reese fusero l'H.B. Reese Candy Company con la Hershey Chocolate Corporation tramite una manovra stock-for-stock. Sei anni dopo, la Reese's Peanut Butter Cups divenne il venditore più importante della Hershey Company.
Nel 2012, Reese divenne il marchio di caramelle più venduto negli Stati Uniti e vantava un fatturato di 2.660 miliardi di dollari. Divenne anche il quarto marchio di caramelle più venduto a livello globale con un fatturato di $ 2,697 miliardi (solo 76 milioni di dollari, che corrispondevano al 2,8% delle vendite complessive, provenivano all'infuori del mercato statunitense). Inoltre, la H.B. La Reese Candy Company produce negli USA la Kit Kat che, nel 2012, registrò un fatturato pari a 948 milioni di dollari.
Nel 2019, dopo 56 anni di frazionamento delle azioni, le 666.316 azioni originali dei fratelli Reese appartenenti alle azioni ordinarie della Hershey, rappresentavano 16 milioni in termini di azioni Hershey del valore di oltre 2,5 miliardi di dollari che pagavano dividendi in contanti annuali di 49,4 milioni di dollari. La H.B. Reese Candy Company rimane una filiale della Hershey perché la forza lavoro dello stabilimento di Reese non è sindacalizzata, a differenza di ciò che succede nel principale impianto della Hershey.